# 荣威iMAX8
荣威iMAX8（Roewe iMAX8）是上汽集团荣威於2020年推出的一款多功能休旅車，也是榮威首款多功能休旅車。2020年9月在北京国际汽车展览会上亮相。iMAX8有汽油車和全电动車。汽油车搭载的是一台180马力的1.5升涡轮增压四缸发动机以及一台可提供224马力的2.0升涡轮增压四缸发动机。这两款发动机都将搭配爱信精机八速自动变速器。